# Georgina Campbell
Georgina Alice Campbell, född 12 juni 1992 i Maidstone, Kent, är en brittisk skådespelare. Campbell har far från Jamaica och mor från Storbritannien. Hon blev den första färgade kvinna att vinna en BAFTA (2015). 
Campbell har bland annat medverkat i TV-serien His Dark Materials från 2019. Hon har även medverkat i filmerna The Ice Cream Girls från 2013 Bird Box Barcelona från 2023.

## Filmografi (urval)

### Filmer
- 2017 – King Arthur: Legend of the Sword
- 2021 – All My Friends Hate Me
- 2022 – Barbarian
- 2023 – Bird Box Barcelona
- 2023 – T.I.M.
- 2024 – The Watchers
- 2025 – Cold Storage

### TV-serier
- 2010 – Casualty (TV-serie)
- 2012 – Doctors (TV-serie)
- 2012 – Holby City (TV-serie)
- 2013 – Mord i paradiset (TV-serie)
- 2013 – The Ice Cream Girls (TV-serie)
- 2017 – Broadchurch (TV-serie)
- 2017 – Electric Dreams (TV-serie)
- 2017 – Black Mirror (TV-serie)
- 2018 – Krypton (TV-serie)
- 2019 – His Dark Materials (TV-serie)
- 2020 – Den gula hästen (TV-serie)
- 2022 – Suspicion (TV-serie)